# Tiếng Istria-România
Tiếng Istria-România là một ngôn ngữ Rôman Balkan, được nói ở một vài ngôi làng và thôn xóm ở bán đảo Istria ở Croatia, cũng như ở cộng đồng di cư, đáng chú ý nhất là ở Ý, Thụy Điển, Đức, Bắc và Nam Mỹ và Úc.
Trong khi người nói của nó tự gọi mình là Rumeri, Rumeni, họ còn được gọi là Vlachs, Rumunski, Ćići và iribiri.
Một số nhà ngôn ngữ học cho rằng người Istria-România đã di cư đến vùng mà nay là Istria và đến thành phố Trieste cách đây khoảng 1.000 năm từ Transilvania.
Trong các cuộc điều tra được thực hiện vào đầu thế kỷ 21, chỉ có khoảng 500 đến 1.000 người tuyên bố rằng họ sử dụng tiếng Istria-România thường xuyên và một số trong tổng số 3.000 người (bao gồm cả các số liệu trước đó) có thể nói trôi chảy. Vì lý do này, ngôn ngữ này đang đến gần với sự biến mất và được liệt kê trong Sách đỏ các ngôn ngữ bị đe dọa của UNESCO..